# وظیفه بعد از مدرسه
وظیفه بعد از مدرسه (انگلیسی: Duty After School; کره‌ای: 방과 후 전쟁활동) یک مجموعه تلویزیونی کره جنوبی سال ۲۰۲۳ با بازی شین هیون سو، لی سون وون، ایم سه-می، کوان اون بین، کیم کی هه، کیم مین چول، کیم سو هی، کیم سو گیوم، کیم جونگ ران، مون سانگ-مین، شین میونگ سونگ، شین سو هیون، شین هه جی، آن دا اون، آن دو گیو، یو جو ها, اوه سه اون، وو مین گیو، یون جونگ بین، لی یون، جی مین هیوک، چوی مون هی، هونگ سا بین، هوانگ سه این است. این مجموعه بر پایه وب‌تونی با همین نام از ها ایل کوان است که در ناور وب‌تون منتشر شد. وظیفه بعد از مدرسه در ۳۱ مارس ۲۰۲۳ ساعت ۱۶:۰۰ در تیوینگ منتشر شد. همچنین برای استریم در ویکی و ویو در مناطق منتخب در دسترس است.
این مجموعه به دو پارت تقسیم شد: پارت ۱ در ۳۱ مارس ۲۰۲۳ و پارت ۲ در ۲۱ آوریل ۲۰۲۳ پخش شد.

## مرور کلی
| پارت | قسمت‌ها | قسمت‌ها | تاریخ اصلی روی آنتن رفتن | تاریخ اصلی روی آنتن رفتن |
| ---- | ------ | ------ | ------------------------ | ------------------------ |
| ۱    | ۶      | ۶      | ۳۱ مارس ۲۰۲۳             | ۳۱ مارس ۲۰۲۳             |
| ۲    | ۴      | ۴      | ۲۱ آوریل ۲۰۲۳            | ۲۱ آوریل ۲۰۲۳            |